# El Uno
El Uno är en ort i Mexiko.   Den ligger i kommunen Ahome och delstaten Sinaloa, i den västra delen av landet, 1 200 km nordväst om huvudstaden Mexico City. El Uno ligger 20 meter över havet och antalet invånare är 649.
Terrängen runt El Uno är mycket platt. Runt El Uno är det ganska tätbefolkat, med 72 invånare per kvadratkilometer. Närmaste större samhälle är Los Mochis, 11,5 km sydväst om El Uno. Trakten runt El Uno består till största delen av jordbruksmark.